# Ars mathematica contemporanea
Ars mathematica contemporanea is een in Slovenië uitgegeven, internationaal, aan collegiale toetsing onderworpen wetenschappelijk tijdschrift op het gebied van de wiskunde. De naam wordt in literatuurverwijzingen meestal afgekort tot Ars Math. Contemp.